# الکساندر تریفونوویچ (بازیکن فوتبال)
الکساندر تریفونوویچ (انگلیسی: Aleksandar Trifunović؛ زادهٔ ۱۳ مهٔ ۱۹۵۴) بازیکن فوتبال اهل یوگسلاوی بود.
از باشگاه‌هایی که در آن بازی کرده‌است می‌توان به باشگاه فوتبال آسکولی و باشگاه فوتبال پارتیزان اشاره کرد.
وی همچنین در تیم ملی فوتبال یوگسلاوی بازی کرده‌است.